# 袁南生
袁南生（1954年3月—），湖南益阳人，毕业于北京大学，中华人民共和国政治人物、外交官。
2006年，袁南生接替张宪一，担任中华人民共和国驻津巴布韦大使。2009年，袁南生接替苏格，担任中华人民共和国驻苏里南大使。2013年，袁南生担任中华人民共和国驻旧金山总领事。2014年11月，袁南生离任总领事一职，其后接替秦亚青，任外交学院党委书记兼常务副校长，2017年离任，其在外交学院的职务由齐大愚接替。